# Canton de Cherbourg-Octeville-Nord-Ouest
Le canton de Cherbourg-Nord-Ouest est une ancienne division administrative française, située dans le département de la Manche et la région Basse-Normandie.

## Administration
| Période | Période | Identité                | Étiquette        | Qualité |
| ------- | ------- | ----------------------- | ---------------- | --- |
| 1973    | 1994    | Charles Dumoncel        | CDP puis UDF-CDS | Ingénieur des travaux publics de l'État, ancien adjoint de Jacques Hébert, chargé des finances, ancien conseiller général du canton de Cherbourg |
| 1994    | 2001    | Yves Bonnet             | UDF              | Préfet, député (1993-1997), conseiller municipal de Cherbourg                                                                                    |
| 2001    | 2008    | Jean Lemière            | RPR              | Retraité de l'Éducation nationale, député (2002-2007)                                                                                            |
| 2008    | 2015    | Jean-Michel Houllegatte | PS               | Ingénieur, chargé de mission à la CUC, maire adjoint puis maire (à partir de 2012) de Cherbourg-Octeville                                        |

### Élections
En mars 2001, quatre candidats étaient présents au premier tour (Jean Lemière (UMP), Jean-Michel Houllegatte (PS), Richard Delestre (PCF) et Jean-Claude Lechevallier (RPF), Jean Lemière battant Jean-Michel Houllegatte au second, avec 56,15 % des voix contre 43,85 %. 
Sept ans plus tard, Jean Lemière retrouve Jean-Michel Houllegatte face à lui, ainsi que l'UMP dissident Hervé Corbin, et le communiste Philippe Zorgati. Au second tour, Jean-Michel Houllegatte remporte 63,03 % des suffrages contre 36,97 % à Jean Lemière.

### Circonscription législative
Le canton participe à l'élection du député de la cinquième circonscription de la Manche jusqu'aux élections législatives de 2012, puis de celui de la quatrième après le redécoupage des circonscriptions.

## Composition

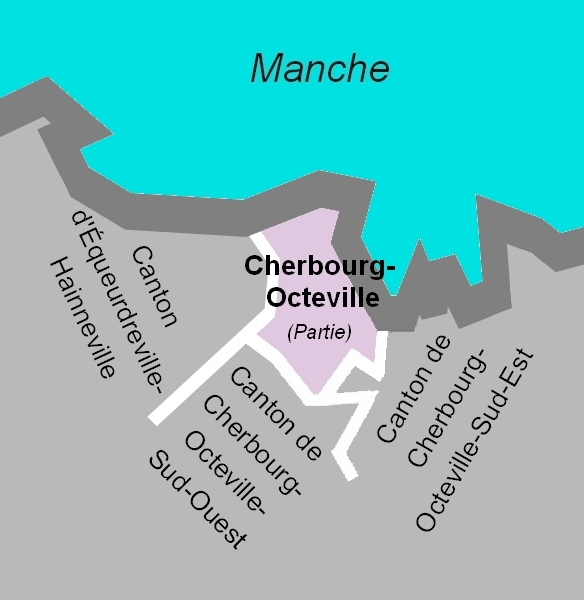
La carte de situation du canton, littoral de la Manche. Les cantons limitrophes étaient ceux de Cherbourg-Octeville-Sud-Est, de Cherbourg-Octeville-Sud-Ouest et d’Équeurdreville-Hainneville.

Le canton de Cherbourg-Octeville-Nord-Ouest se composait d’une fraction de la commune de Cherbourg-Octeville. Il comptait 11 833 habitants en 2012 (population municipale).
L'un des deux cantons cherbourgeois de l'avant fusion de 2000, le canton de Cherbourg-Octeville-Nord-Ouest correspondait au secteur historique de la cité, délimité par la mer, le pont tournant et le bassin de commerce, l'avenue Mendès-France et les rues Beauregard et du Président Loubet. La partie comprise entre les rues de l'Alma et de l'Ancien Quai en était toutefois exclue,.
Cœur historique et patrimonial, vieillissant et urbanistiquement peu dynamique, ce canton vivait autour des commerces du centre-ville, de la plaisance à l'instar du port Chantereyne. Il hébergait également la DCNS et abritait les services administratifs (hôtel de ville, préfecture, communauté urbaine…) et ceux de la Marine nationale, qui reste l'un des plus grands employeurs du Cotentin.
À la suite du redécoupage des cantons pour 2015, cette partie de Cherbourg est rattachée au canton de Cherbourg-Octeville-1.

## Démographie
| 1990   | 1999   | 2006   | 2011   | 2012   |
| ------ | ------ | ------ | ------ | ------ |
| 12 961 | 12 190 | 12 826 | 11 800 | 11 833 |

## Source, notes, références
- « Cherbourg nord-ouest : canton urbain par excellence », Ouest-France, 2 janvier 2008

1. ↑  Tableau des circonscriptions électorales des départements (ordonnance n°2009-935 du 29 juillet 2009)
2. ↑  Liste des communes du canton de Cherbourg-Octeville-Nord-Ouest sur le site de l'Insee, consulté le 19 janvier 2015.
3. ↑  « Cherbourg-Centre » sur Géoportail.
4. ↑  [PDF] « Manche.fr - Découpage cantonal » (consulté le 20 novembre 2010). Document de qualité zoomable.
5. ↑  Structure de la population du canton de 1968 à l'année de la dernière population légale connue
6. ↑  Fiches Insee - Populations légales du canton pour les années 2006, 2011, 2012